# Palazzo Spannocchi

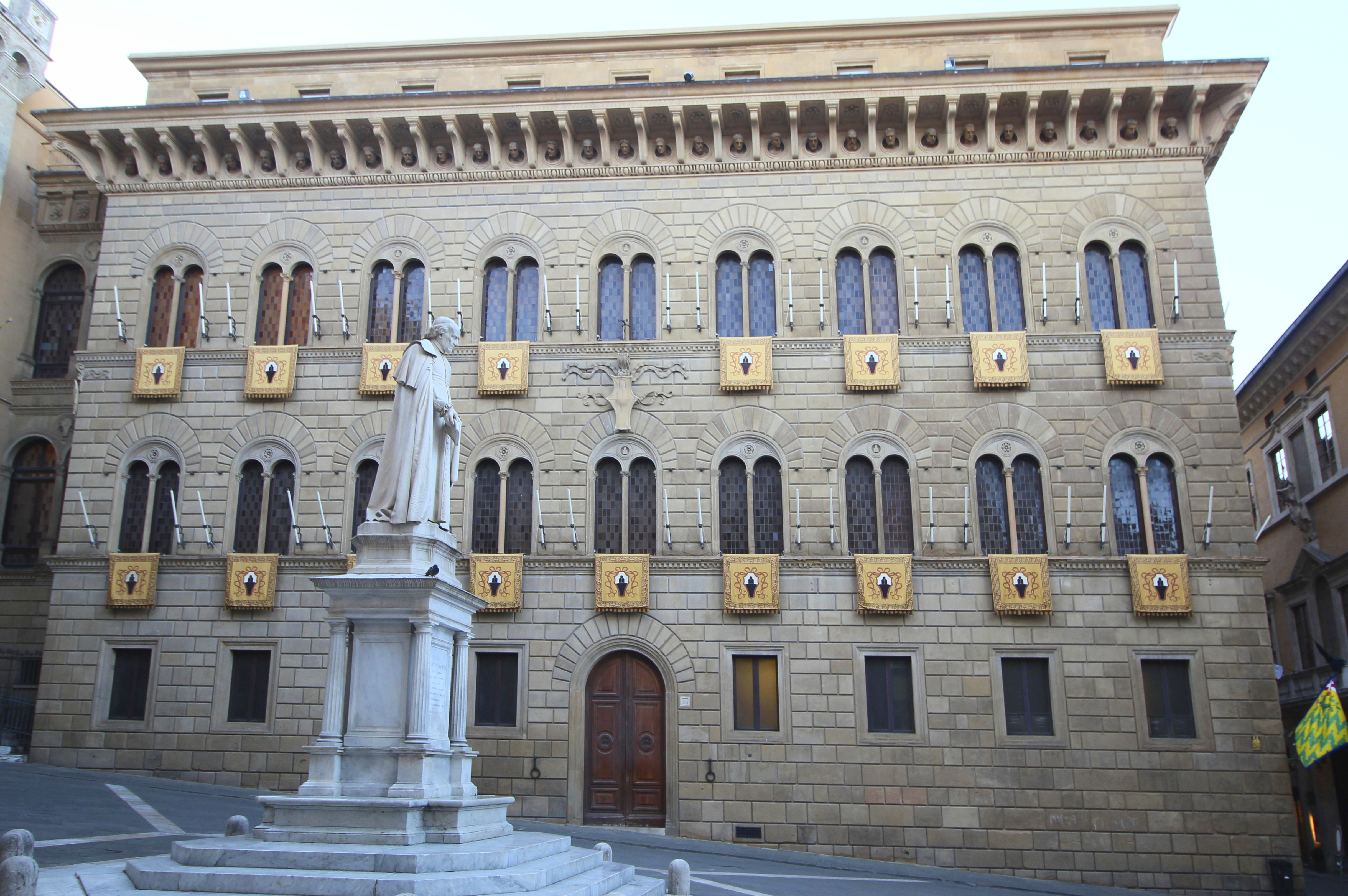
Palazzo Spannochi in Siena

Der Palazzo Spannocchi ist ein historischer Stadtpalast aus der Frührenaissance in Siena auf der Piazza Salimbeni gegenüber dem manieristischen Palazzo Tantucci und neben dem gotischen Palazzo Salimbeni.

## Geschichte und Beschreibung

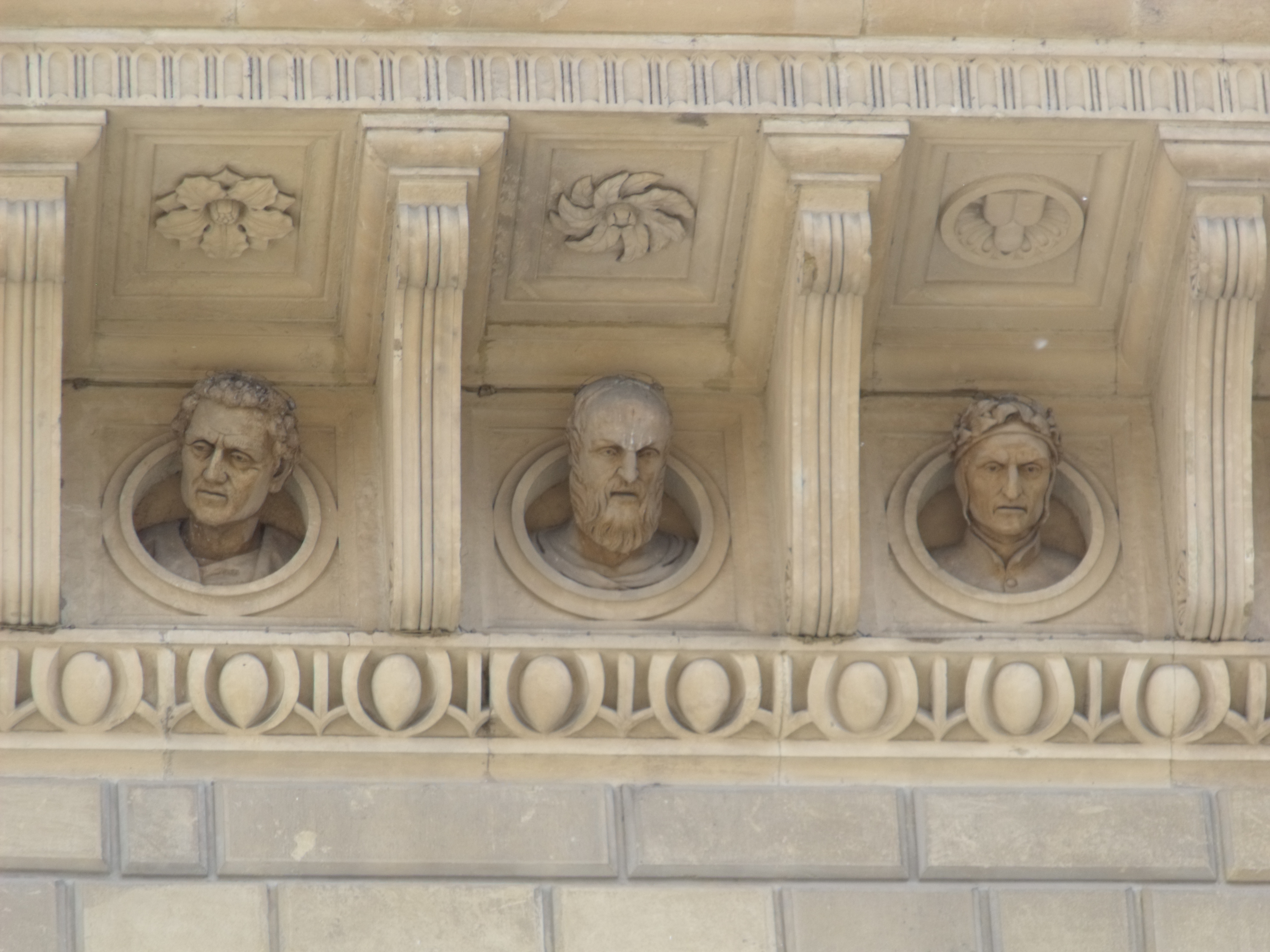
Kopfskulpturen an der Fassade, rechts Dante

Der wohlhabende Sieneser Kaufmann und Bankier Ambrogio Spannocchi (* 1415–20; † 1478) ließ 1473 bis 1476 für etwa 15.000 Florin den Palast bauen, um die politische und wirtschaftliche Stärke seiner Familie zu demonstrieren. Andere Familien fühlten sich vom „Ambrosianae domus“ (Kardinal Jacopo Ammanati Piccolomini) übertrumpft. Er war Schatzmeister (depositario) mehrerer Päpste seit Kalixt III., auch des Freundes Papst Pius II., der zur Sieneser Adelsfamilie der Piccolomini gehörte. Seit 1453 lebte er in Neapel, von wo aus er bis nach Valencia Bankfilialen eröffnete. 1471 kehrte er nach Siena zurück.
Der Architekt war Giuliano da Maiano aus Florenz, der ihn nach klassischem Muster entwarf: Eine nüchterne Fassade mit glattem Stein in drei Stockwerken mit Doppelfenstern in Biforiumform, die im ersten und zweiten Stock Rundbögen aufweisen. Ein hervorstehendes Deckengesims mit Skulpturelementen aus Terracotta, die Köpfe antiker römischer Kaiser und den von Dante Alighieri zeigen. Nicht alle sind original erhalten. Im Innern wurde ein Hof geschaffen mit einer weiten Loggia und einer Treppe, die in den zweiten Stock führt. Giuseppe Partini hat dan Palast 1880 restauriert, wobei er den Dachgarten abriss und die Nordfassade derjenigen zur Straße Banchi di Sopra anglich.
Der Palast ist heute ein Teil der Geschäftsgebäude der Banca Monte dei Paschi di Siena.